# Kate Peyton
Kate Peyton, celým jménem Katherine Mary Peyton, (13. prosince 1965 – 9. února 2005) byla anglická novinářka. Narodila se v Bury St Edmunds v Suffolku a studovala na Manchesterské univerzitě. Po odchodu z univerzity pracovala v suffolské regionální rozhlasové stanici BBC. V devadesátých letech, po odchodu do Afriky, pracovala pro jihoafrický státní rozhlas, SABC, a rovněž externě přispívala do zpravodajství BBC. Na přelomu tisíciletí získala stálou pozici na BBC, kde produkovala africké zpravodajství. V průběhu let pokrývala mj. šíření AIDS v Jižní Africe, povodně v Mosambiku a humanitární krizi v Dárfúru. V únoru 2005 odcestovala spolu s Australanem Peterem Grestem do somálského Mogadiša, kde byla před svým hotelem postřelena. Zranění podlehla v nemocnici o několik hodin později, ve věku 39 let.